# KT Cloud
kt cloud(공식 명칭은 모두 소문자이다.)는 클라우드 컴퓨팅 플랫폼 서비스(컴퓨터 리소스를 인터넷으로 제공)하는 회사로 IaaS서비스(CPU, Memory, Storage)와 SaaS 및 PaaS 서비스(WAF, DB, WAS)를 제공한다.

## 서비스
일반적인 IT 서비스 카테고리에 맞추어 알기 쉽도록 IaaS, PaaS, SaaS로 구분하여 구성 설명. 참고로 실제 kt cloud의 상세 서비스 라인은 컴퓨팅, 스토리지, DB, 네트워크, 보안, AI, CDN, 기타(블록체인/IoT/빅데이터, 엔터프라이즈, 매니지먼트)로 구성
- IaaS: 컴퓨팅, 스토리지와 같은 컴퓨팅 파워를 제공하고 자원들을 가시화(관제) 하는 것

- PaaS: 실제 사용자에게 제공되는 서비스를 만들도록 돕는 기능을 제공 하는 것(IaaS를 포함한 Runtime Environment)을 제공하는 것

- SaaS: 고객이 요청한 데이터를 제공하는 것

### 컴퓨팅 및 스토리지 서비스(IaaS)
- Server (CPU, GPU)
- Server (HDD, SDD)
- Storage
- NAS(Network Access Storage)
- Autoscaling
- Packaging
- Container
- Watch
- Sycros

### 플랫폼 서비스(PaaS)
- WAF, WAF pro
- DB (Maria DB, MS-SQL, Postgrest Advanced Server, Mongo DB, Altibase DBMS, Tibero Machbase)
- NexR Data Analysis Platform

### 소프트웨어 서비스(SaaS)
- 스팸메일 시뮬레이션 서비스
- 취약점 진단 서비스
- 영상 솔루션(Go talk, Video help me, Live edu)

## 역사
2024년 3월 29일 대표이사 최지웅님 선임 (취임일은 4월 1일)
2023년 2월 23일 기업용 cloud marketplace 제휴사 사이트 및 기업용 cloud marketplace 대고객 사이트리뉴얼
2022년 12월 8일 공공 cloud marketplace 제휴사 사이트 및 공공 cloud marketplace 대고객 사이트리뉴얼
2022년 4월 1일 kt cloud로 분사
2022년 2월 15일 kt cloud 분사 발표
2021년 5월 27일 G Cloud 대상 오픈스택 기반의 Server, Disk, Network 서비스를 출시
2021년 1월 29일 FAQ형 고객 대응 채널인 KT Cloud Chatbot(챗봇) Open
2021년 1월 29일 SaaS형 Biz 상품 전용 포탈인 Biz Store 출시
2020년 9월 18일 EPC Cloud 대상 오픈스택 기반의 Server, Disk, Network 서비스를 출시
2020년 9월 현재 아파치 클라우드스택 기반의  IaaS, SaaS, PaaS 서비스 제공 중
2018년 4월 15일 공유 스토리지 서비스 종료
2012년 공공 고객 대상 Cloud 서비스인 G Cloud 서비스 출시
2010년 6월 Cloud 공유 스토리지 서비스(Dropbox와 같은 개념)인 ucloud 서비스로 시작

## kt cloud Biz 스토어
SaaS 형 Business 솔루션에 대한 통합 포탈로 2021년 1월 29일에 출시.

## IDC
kt cloud에서 직접 사용할 때는 ZONE이라는 이름으로 사용한다. AWS의 리전과 대응 되는 개념이다.
- 목동 : M, M2, Enterprise Security, Finance
- 천안 : Central-A, Enterprise Public, G-Cloud(공공 고객 대상)
- 김해 : Central-B, KOR-HA
- 용산 : Hyperscale
- LA : US-West